# 에디 스피어스

에디 스피어스(Eddie Spears, 1982년 11월 29일 ~ )는 미국의 배우, 모델이다.

## 출연 작품
- 옐로우 락 (2011년)
- 지.지.지 (2011년) - 다크 아이즈 역
- 레전드 오브 헬스 게이트: 언 아메리칸 컨스피러시 (2011년)
- 내 심장을 운디드 니에 묻어다오 (2007년)
- 먹구름 (2004년)
- Dreamkeeper (2003)
- 더 슬로터 룰 (2002년)

### 텔레비전
- 헬 온 휠즈 (2011-12) - 조지프 블랙 문 역